# Michiel Huisman
Michiel Knoville Huisman(Amstelveen, 18 de julho de 1981) é um ator, músico, cantor e compositor neerlandês.
Mais conhecido pelos papéis recorrentes em séries de televisão como Sonny em Treme, Liam em Nashville e Daario Naharis em Game of Thrones.

## Vida pessoal
Huisman conheceu sua esposa, a atriz neerlandesa Tara Elders, no set de Phileine. O casal tem uma filha nascida em 2007. O casal se casou em uma cerimônia privada em torno de Fevereiro de 2008. Eles agora vivem juntos em Nova Orleans, Louisiana, Estados Unidos.

## Filmografia

### Cinema
| Ano  | Titulo                                            | Papel           | Notas           |  |
| ---- | ------------------------------------------------- | --------------- | --------------- |  |
| 1998 | Goede tijden, slechte tijden                      | Rover           |                 |  |
| 1999 | Suzy Q                                            | Palmer          | Television film |  |
| 2001 | Costa!                                            | Bart            |                 |  |
| 2001 | Uitgesloten                                       | Coen            | Television film |  |
| 2001 | Expelled                                          |                 |                 |  |
| 2002 | Exit                                              | Renates vriend  |                 |  |
| 2002 | Full Moon Party                                   | Bobbie          |                 |  |
| 2003 | Phileine Says Sorry                               | Max             |                 |  |
| 2004 | Floris                                            | Floris          |                 |  |
| 2005 | Johan                                             | Johan Dros      |                 |  |
| 2005 | Indian Horse                                      | Father Gaston   |                 |  |
| 2006 | Zwartboek                                         | Rob             |                 |  |
| 2007 | Funny Dewdrop                                     | Orpheus         |                 |  |
| 2009 | Unmade Beds                                       | X Ray Man       |                 |  |
| 2009 | The Young Victoria                                | Príncipe Ernest |                 |  |
| 2009 | Winterland                                        | Francis Young   |                 |  |
| 2009 | Margot                                            | Rudolph Nureyev |                 |  |
| 2010 | First Mission                                     | Wout            |                 |  |
| 2013 | The Sixth Gun                                     | Drake Sinclair  |                 |  |
| 2013 | The Woman in the Dress                            | Tom             | Short film      |  |
| 2013 | 2014                                              | Wild            | Jonathan        |  |
| 2015 | The Invitation                                    | David           |                 |  |
| 2015 | The Age of Adaline                                | Ellis Jones     |                 |  |
| 2016 | The Ottoman Lieutenant                            | Ismail          |                 |  |
| 2017 | 2:22                                              | Dylan Branson   |                 |  |
| 2018 | Irreplaceable You                                 | Sam             |                 |  |
| 2018 | The Guernsey Literary and Potato Peel Pie Society | Dawsey Adams    | Pós-Produção    |  |

### Televisão
| Ano       | Titulo                     | Papel                 | Notas                                     |
| --------- | -------------------------- | --------------------- | ----------------------------------------- |
| 1995      | Voor hete vuren            |                       | Episódio: Prettige feestdagen             |
| 1998      | Kees & Co                  | Loopjongen            | Episódio: Sonja's trouwdag                |
| 1999-2002 | Spangen                    | Pelle                 | 4 Episódios                               |
| 2001      | Dok 12                     | Frederik van Kemenade | Episódio: Geen lijk, geen dader           |
| 2001      | Costa!                     | Bart                  | 10 Episódios                              |
| 2005      | Meiden van de Wit          | Boudewign Peuts       | 9 Episódios                               |
| 2006      | Dalziel and Pascoe         | Back-packer           | Episódio: Wrong Place, Wrong Time: Part 1 |
| 2006      | 't Schaep Met De 5 Pooten  | Freddy                | Episódio: Het zal je kind maar wezen      |
| 2007–2010 | De co-assistent            | Hugo Biesterveld      | 41 Episódios                              |
| 2010      | Bloedverwanten             | Martijn Zwager        | 12 episodes                               |
| 2010–2013 | Treme                      | Sonny                 | (35 Episódios                             |
| 2012–2014 | Nashville                  | Liam McGuinnis        | 13 Episódios                              |
| 2014–2015 | Orphan Black               | Cal Morrison          | 5 Episódios                               |
| 2013–2016 | Game of Thrones            | Daario Naharis        | temporadas 4,5 e 6                        |
| 2018      | The Haunting of Hill House | Steve Crain           | Elenco principal                          |
| 2020      | The Flight Attendant       | Alex Sokolov          | Elenco principal                          |